# Même (rivière)
Pour les articles homonymes, voir Meme (homonymie).
La Même est un cours d'eau du nord-ouest de la France, qui coule dans les départements de l'Orne et de la Sarthe. C'est un affluent en rive droite de l'Huisne, elle-même sous-affluent de la Loire par la Sarthe et la Maine.

## Géographie
La Même prend sa source à l'orée de la forêt de Bellême, sur la commune de Sérigny dans le département de l'Orne, dans la région mitoyenne entre les parcs naturels régionaux Normandie-Maine et du Perche. Elle s'oriente rapidement vers le sud, puis vers le sud-est, direction qu'elle maintient jusqu'à son débouché dans l'Huisne à La Ferté-Bernard, dans la Sarthe, après un parcours de 41,8 km, entre Perche ornais et sarthois.

## Affluents
La Coudre, qui conflue à Saint-Germain-de-la-Coudre, est le principal affluent de la Même. La Même a également comme affluents les ruisseaux du Jaunet et de la Courtillonnière, ainsi que la rivière du Moire.

## Communes traversées
Dans les deux départements de l'Orne et de la Sarthe, la Même traverse six communes :
- dans le sens amont vers aval : Saint-Martin-du-Vieux-Bellême (source), Igé, Saint-Germain-de-la-Coudre, Préval, Souvigné-sur-Même, La Ferté-Bernard (confluence).

## Hydrologie
Son débit a été observé sur une période de 13 ans (1971-1983), à Saint-Germain-de-la-Coudre, localité du département de l'Orne, située à une vingtaine de kilomètres de distance de son confluent avec l'Huisne . Le bassin versant de la Même y est de 175 km2.
Le module de la rivière à Saint-Germain-de-la-Coudre est de 1,15 m3/s.
La rivière présente des fluctuations saisonnières de débit, avec des hautes eaux d'hiver portant le débit mensuel moyen à un niveau allant de 1,3 à 1,96 m3, de décembre à début avril inclus (avec un maximum en février). Cette période est suivie d'une lente diminution du débit jusqu'aux basses eaux d'été. Celles-ci se déroulent sur une période allant de juillet à début octobre, avec une baisse du débit moyen mensuel jusqu'au niveau de 0,77 m3 au mois de septembre, niveau qui reste très confortable, il est vrai.
Le VCN3 peut chuter jusque 0,23 m3 en cas de quinquennale sèche, ce qui est loin d'être sévère et reste assez élevé pour une petite rivière.
Les crues ne sont pas vraiment importantes. Le débit instantané maximal enregistré a été de 14,5 m3/s le 1er janvier 1975, tandis que le débit journalier maximal était de 9,95 m3 le 17 mars 1978.
La série des QIX ou débits calculés de crue n'ont pas été calculés ou ne sont plus disponibles.
La lame d'eau écoulée dans le bassin de la Même est de 208 millimètres annuellement, ce qui est inférieur à la moyenne d'ensemble de la France, ainsi qu'à la moyenne de l'Huisne (219 millimètres), mais nettement supérieur à celle du Loir voisin (129 pour la totalité du bassin de ce dernier). Le débit spécifique ou Qsp vaut ainsi 6,6 litres par seconde et par kilomètre carré de bassin.

## Vallée de la Même
- La Ferté-Bernard, surnommée la Venise de l'ouest, parce que sillonnée de bras de cours d'eau appartenant à l'Huisne et à la Même.
- La vallée de la Même fait partie de la trame verte et bleue de Basse-Normandie. Son intérêt pour la trame verte et bleue réside dans ses bois à l’ouest en patchs denses et bocagers, une continuité de zones humides avec le ruisseau de la Coudre et une ripisylve, ainsi que dans le talus calcaire du Bois carré qui abrite des espèces végétales patrimoniales, notamment des orchidées[4].

## Toponyme
La Même a donné son hydronyme à la commune de Souvigné-sur-Même, et la Coudre a donné son hydronyme à la commune de Saint-Germain-de-la-Coudre.